# Músculo transverso de la lengua
El músculo transverso de la lengua (transversus linguae) está localizado en la lengua; par, constituido por una serie de fascículos transversales.
Se inserta por dentro en el tabique lingual, por fuera, en los bordes de la lengua.
Lo inerva el nervio hipogloso.
Disminuye el diámetro transversal de la lengua.
- Datos: Q1180072